# 台灣播出之韓劇列表 (2010年)
台灣播出之韓劇列表為在2010年台灣播映過之韓國戲劇
| 日期     | 劇名               | 韓國電視台 | 台灣電視台              | 主要演員                                                              | 網站                        |
| 1月4日   | 親親老爸           | KBS        | 八大戲劇台              | 金聖洙、李泰蘭、智鉉寓 柳仁英、洪秀雅、尹海英                         | 網頁                        |
| 1月7日   | 市政廳             | SBS        | 東森綜合台              | 金宣兒、車勝元、李亨哲、秋相微                                        | 網頁                        |
| 1月12日  | 愛你千萬次         | SBS        | 八大戲劇台              | 李水京、鄭糠雲、高恩美 柳 鎮、金希澈、朴秀珍                          | 網頁                        |
| 1月20日  | 我人生的黃金期     | MBC        | 愛爾達影劇台            | 文素利、李鍾原、申成祿、李昭娟、真理翰                                | 網頁 （页面存档备份，存于） |
| 2月3日   | 媳婦的人生         | KBS        | 八大戲劇台              | 沈慧珍、朴海美、吳萬石 趙 安、李清娥、朴韓星                          | 網頁                        |
| 2月9日   | 只想愛著你         | SBS        | 緯來戲劇台              | 見緯來綜合台《討厭也喜歡》主要演員                                    | 網頁 （页面存档备份，存于） |
| 2月23日  | 薔花與紅蓮         | KBS        | 緯來戲劇台              | 尹海英、金世雅、張鉉誠、崔在元                                        | 網頁（页面存档备份，存于）  |
| 3月1日   | 魔女的誘惑         | KBS        | 超視 東森戲劇台         | 見台視《傻瓜》主要演員                                                | 網頁                        |
| 3月4日   | 我愛你             | SBS        | 緯來戲劇台              | 安在旭、徐智慧、孔炯軫 趙美玲、Fany、朴慧英                           | 網頁 （页面存档备份，存于） |
| 3月5日   | 三個爸爸一個媽     | KBS        | 東森綜合台              | 柳 真、趙顯宰、在 喜、申成祿、尹相炫                                  | 網頁                        |
| 3月7日   | 感謝人生           | KBS        | 八大戲劇台              | 柳好貞、吳智昊、朴藝珍、金佑錫、金允錫                                | 網頁                        |
| 3月22日  | 老千               | SBS        | 愛爾達影劇台            | 張 赫、韓藝瑟、金民俊、姜成妍                                         | 網頁 （页面存档备份，存于） |
| 3月23日  | 老婆！給我飯       | MBC        | 東森綜合台              | 夏希羅、金慧渲、吳允兒 金秉世、金成珉、河錫辰                         | 網頁                        |
| 4月8日   | 該隱與亞伯         | SBS        | 愛爾達影劇台 衛視中文台 | 蘇志燮、申鉉濬、韓志旼、蔡貞安                                        | 網頁                        |
| 4月8日   | 天使的誘惑         | SBS        | 緯來戲劇台              | 裴秀彬、李昭娟、韓尚進、陳泰賢、洪洙賢                                | 網頁 （页面存档备份，存于） |
| 4月12日  | 兩個妻子           | SBS        | 超視                    | 金智英、金浩真、孫泰英、Andy 金允靜、姜聲振、姜志燮、李幼貞           | 網頁                        |
| 4月12日  | 他們的世界         | KBS        | 中天綜合台              | 宋慧教、炫彬、嚴基俊、徐孝琳、裴宗玉                                  | 網頁                        |
| 4月19日  | 風之國             | KBS        | 愛爾達影劇台            | 宋一國、崔貞媛、朴健衡、鄭進永、李鍾原 吳允兒、朴相旭、金在旭、金慧星 | 網頁 （页面存档备份，存于） |
| 4月25日  | 殘缺的愛           | SBS        | 八大戲劇台              | 趙敏基、韓高恩、李 勳、李敏英 李幼梨、徐敏貞、秋相微                  | 網頁                        |
| 4月27日  | 不像三兄弟         | KBS        | 八大戲劇台              | 安內相、吳大奎、李浚赫 都知嫄、金熙貞、吳智恩                         | 網頁                        |
| 5月6日   | 絕世女警朴真金     | MBC        | 愛爾達影劇台            | 裴宗玉、金旻鍾、孫暢敏、韓高恩                                        | 網頁 （页面存档备份，存于） |
| 5月6日   | 市政廳             | SBS        | 愛爾達影劇台            | 金宣兒、車勝元、李亨哲、秋相微                                        | 網頁 （页面存档备份，存于） |
| 5月11日  | 不要猶豫           | SBS        | 緯來戲劇台              | 李泰林、李尚禹、金榮在、裴民熙                                        | 網頁 （页面存档备份，存于） |
| 5月17日  | 不能結婚的男人     | KBS        | 中天綜合台              | 池珍熙、嚴正花、金素恩、梁瀞疋、劉亞仁                                | 網頁                        |
| 5月20日  | 松藥局的兒子們     | KBS        | 東森綜合台              | 孫賢周、朴宣暎、李必模、柳 善                                         | 網頁                        |
| 5月27日  | 男版灰姑娘         | MBC        | 緯來戲劇台              | 權相佑、潤 娥、韓銀貞、宋昶儀                                         | 網頁（页面存档备份，存于）  |
| 6月3日   | 謝謝               | MBC        | 愛爾達影劇台            | 張 赫、孔曉振、徐信愛、申成祿                                         | 網頁 （页面存档备份，存于） |
| 6月21日  | 單身爸爸戀愛中     | KBS        | 中天綜合台              | 吳智昊、姜成妍、許怡才                                                | 網頁                        |
| 6月21日  | Oh! My Lady 愛你喲 | SBS        | 衛視中文台              | 蔡 琳、始 源、李賢宇 朴韓星、文貞熙、俞泰雄                           | 網頁                        |
| 6月28日  | 粉紅色口紅         | MBC        | 八大戲劇台              | 朴恩惠、李柱賢、朴廣賢、徐有晶                                        | 網頁                        |
| 7月5日   | 拜託小姐           | KBS        | 緯來戲劇台              | 尹恩惠、尹相鉉、文彩元、丁一宇                                        | 網頁 （页面存档备份，存于） |
| 7月7日   | 相愛不易           | SBS        | 超視                    | 尹多勳、柳好貞、韓高恩、池秀媛                                        | 網頁                        |
| 7月13日  | 妻子回來了         | SBS        | 緯來戲劇台              | 姜成妍、朴正哲、尹世雅、趙敏基、李彩英                                | 網頁 （页面存档备份，存于） |
| 7月22日  | 風吹好日子         | KBS        | 衛視中文台              | 金素恩、真理翰、Clara、李賢鎮 姜志燮、徐孝琳、金美淑、鄭多英          | 網頁                        |
| 7月26日  | 男人的故事         | KBS        | 東森戲劇台              | 朴容夏、朴詩妍、金康宇                                                | 網頁                        |
| 7月26日  | 灰姑娘的姐姐       | KBS        | 中天綜合台              | 文瑾瑩、瑞 雨、千正明、玉澤演                                         | 網頁                        |
| 07月27日 | 你是誰             | MBC        | 愛爾達影劇台            | 尹啟相、高雅娜、姜南吉、真理翰                                        | 網頁 （页面存档备份，存于） |
| 07月28日 | 原來是美男         | SBS        | 東森綜合台              | 朴信惠、張根碩、鄭容和、李洪基、金宥真                                | 網頁                        |
| 08月6日  | 學習之神           | KBS        | 東森綜合台              | 金秀路、俞承豪、裴斗娜 李玹雨、朴智妍、高我星                         | 網頁                        |
| 08月9日  | 金萬德             | KBS        | 緯來戲劇台              | 李美妍、韓載碩、朴帥眉、河錫鎮                                        | 網頁 （页面存档备份，存于） |
| 08月18日 | 每天每夜           | MBC        | 愛爾達影劇台            | 金宣兒、李東健、金晶和、李柱賢                                        | 網頁 （页面存档备份，存于） |
| 9月2日   | 歡樂滿屋           | MBC        | 八大戲劇台              | 李順載、金慈玉、鄭寶石 吳賢慶、崔丹尼爾、尹施允                       | 網頁                        |
| 9月5日   | 個人取向           | MBC        | 民視 八大綜合台         | 孫藝珍、李敏鎬、金智錫、王智慧                                        | 網頁                        |
| 9月6日   | 摘星星給我         | SBS        | 東森綜合台              | 金智勳、崔貞媛、申東旭、蔡英仁                                        | 網頁                        |
| 9月7日   | 富翁的誕生         | KBS        | 中天綜合台              | 李寶英、智鉉寓、南宮民、李詩英                                        | 網頁                        |
| 9月10日  | 9回末2出局         | MBC        | 愛爾達影劇台            | 秀 愛、李廷鎮、黃智賢、李太成、潤 娥                                  | 網頁 （页面存档备份，存于） |
| 9月11日  | 我人生最後的豔遇   | MBC        | 愛爾達影劇台            | 見台視《我人生最後的緋聞》主要演員                                    | 網頁 （页面存档备份，存于） |
| 9月20日  | 鄰居冤家           | SBS        | 衛視中文台              | 孫賢周、柳好貞、金成鈴、申成祿                                        | 網頁                        |
| 9月24日  | 綠色馬車           | SBS        | 緯來戲劇台              | 宋善美、鄭盛煥、柳太準、黃智賢                                        | 網頁（页面存档备份，存于）  |
| 9月25日  | 西宮               | KBS        | 八大戲劇台              | 李英愛、張瑞希、李甫姫、金乙東                                        | [ 網頁]                     |
| 9月27日  | 全職媽媽           | SBS        | 台視                    | 廉晶雅、車藝蓮、奉太奎                                                | 網頁                        |
| 9月28日  | 被稱為神的男人     | MBC        | 八大戲劇台              | 宋一國、韓彩英、韓高恩、柳仁英、金旻鍾                                | 網頁                        |
| 10月4日  | 意外的人生         | SBS        | 緯來戲劇台              | 李珉廷、鄭敬淏、李天熙、崔貞允、李奎翰                                | 網頁 （页面存档备份，存于） |
| 10月11日 | 料理絕配Pasta      | MBC        | 東森綜合台              | 李善均、孔曉振、李荷妮、Alex                                          | 網頁（页面存档备份，存于）  |
| 10月12日 | 快刀洪吉童         | KBS        | 八大戲劇台              | 姜至奐、成宥利、張根碩、金麗娜、朴相旭                                | 網頁                        |
| 10月21日 | 我的老闆是惡魔     | SBS        | 中天綜合台              | 金惠秀、柳時元、李智雅、李龍宇                                        | 網頁                        |
| 11月6日  | 魔王               | KBS        | 八大戲劇台              | 嚴泰雄、朱智勳、新慜娥                                                | 網頁                        |
| 11月7日  | 英才的全盛時代     | MBC        | 八大戲劇台              | 金奎吏、劉俊相、趙東赫、李幼梨                                        | [ 網頁]                     |
| 11月10日 | 推奴               | KBS        | 八大戲劇台              | 張 赫、吳智昊、李多海、孔炯軫、李鐘赫                                 | 網頁                        |
| 11月15日 | 同伊               | MBC        | 八大戲劇台              | 韓孝周、池珍熙、李昭娟、裴秀彬                                        | 網頁                        |
| 11月15日 | 錯愛一家親         | SBS        | 緯來戲劇台              | 李幼梨、李昌勳、徐智英、李重文                                        | 網頁 （页面存档备份，存于） |
| 11月18日 | 寶石拌飯           | MBC        | 東森綜合台              | 高娜恩、李太坤、蘇怡賢、李賢鎮                                        | 網頁 （页面存档备份，存于） |
| 11月24日 | 熱血男兒           | KBS        | 中天綜合台              | 朴海鎮、蔡貞安、趙胤熙、崔哲浩                                        | 網頁                        |
| 12月6日  | 我的夢想型男       | SBS        | 衛視中文台              | 朱鎮模、金 汎、孫淡妃                                                 | 網頁                        |
| 12月13日 | 不懂女人           | SBS        | 八大戲劇台              | 金芝荷、林 湖、蔡敏瑞、高世元 鄭慶順、紀朱奉、李京進                  | 網頁                        |
| 12月25日 | 風之國             | KBS        | 八大戲劇台              | 宋一國、崔貞媛、朴健衡、鄭進永、李鍾原 吳允兒、朴相旭、金在旭、金慧星 | 網頁                        |
| 12月27日 | 我的女友是九尾狐   | SBS        | 八大戲劇台              | 李昇基、新慜娥、魯敏宇、朴秀珍                                        | 網頁                        |
| 12月27日 | 特務情人IRIS       | KBS        | 東森戲劇台              | 李炳憲、金泰希、鄭俊鎬 金素妍、金勝友、T.O.P                          | 網頁 （页面存档备份，存于） |
| 12月27日 | 惡作劇之吻         | MBC        | 緯來戲劇台              | 金賢重、庭沼珉、李太成 李詩英、洪允華、尹勝雅                         | 網頁                        |

## 外部連結
- 韓國偶像劇場 （页面存档备份，存于）